# Середній Шергольджин
Середній Шергольджи́н (рос. Средний Шергольджин) — село у складі Красночикойського району Забайкальського краю, Росія. Входить до складу Верхньошергольджинського сільського поселення.

## Населення
Населення — 14 осіб (2010; 29 у 2002).
Національний склад (станом на 2002 рік):
- росіяни — 90 %